# Tonga i olympiska vinterspelen 2018
Tonga deltog i de olympiska vinterspelen 2018 i Pyeongchang, Sydkorea, med en atlet, längdskidåkaren Pita Taufatofua.
Pita Taufatofua bar också Tongas flagga vid invigningsceremonin.